# Tréouergat
 Tréouergat  (en bretón Treouergad) es una población y comuna francesa, situada en la región de Bretaña, departamento de Finisterre, en el distrito de Brest y cantón de Ploudalmézeau.

## Demografía
| 252 | 256 | 253 | 267 | 263 | 252 |
| Para los censos de 1962 a 1999 la población legal corresponde a la población sin duplicidades (Fuente: INSEE [Consultar]) |     |     |     |     |     |